# Bjelojevići (Stolac)
Pour les articles homonymes, voir Bjelojevići.
Bjelojevići (en cyrillique : Бјелојевићи) est un village de Bosnie-Herzégovine. Il est situé dans la municipalité de Stolac, dans le canton d'Herzégovine-Neretva et dans la fédération de Bosnie-et-Herzégovine. Selon les premiers résultats du recensement bosnien de 2013, il compte 231 habitants.

## Géographie
Le village est situé à l'est du lac de Deran.

## Histoire
Sur le territoire du village se trouve la nécropole de Boljuni (I et II), qui abrite 370 stećci, un type particulier de tombes médiévales, et quatre tombes cruciformes ; cet ensemble est inscrit sur la liste des monuments nationaux de Bosnie-Herzégovine. La nécropole fait parallèlement partie des 22 sites avec des stećci proposés par le pays pour une inscription au patrimoine mondial de l'UNESCO.

## Démographie

### Évolution historique de la population dans la localité
| 1948 | 1953 | 1961 | 1971 | 1981 | 1991 | 2013 |
| ---- | ---- | ---- | ---- | ---- | ---- | ---- |
| -    | -    | 715  | 615  | 454  | 325  | 231  |

|  |